# Леон, Янкьель
Янкьель Лео́н Аларко́н (исп. Yankiel León Alarcón; род. 26 апреля 1982, Хобабо) — кубинский боксёр легчайшей весовой категории, выступал за сборную Кубы на всём протяжении 2000-х годов. Серебряный призёр летних Олимпийских игр в Пекине, обладатель Кубка мира, бронзовый призёр чемпионата мира, победитель многих международных турниров и национальных первенств.

## Биография
Янкьель Леон родился 26 апреля 1982 года в городе Хобабо, провинция Лас-Тунас. Первого серьёзного успеха в боксе добился в 2000 году, когда завоевал золотую медаль на юниорском чемпионате мира в Будапеште. Два года спустя в наилегчайшем весе одержал победу в зачёте национального турнира «Хиральдо Кордова Кардин», где в финале победил Юриоркиса Гамбоа, будущего чемпиона мира среди профессионалов.
Впоследствии Леон выступал в легчайшем весе и долгое время не мог пробиться в основной состав кубинской национальной сборной из-за слишком высокой конкуренции со стороны Гильермо Ригондо — в общей сложности восемь раз встречался с ним на ринге и во всех восьми случаях проиграл. Когда в 2007 году Ригондо получил травму, у Леона появился шанс выиграть национальное первенство, однако на этот раз в полуфинале он уступил молодому Ясниэлю Толедо.
Несмотря на множество неудач, в 2008 году Янкьель Леон всё-таки стал чемпионом Кубы в легчайшей весовой категории. Как член сборной он выступил на командном Кубке мира в Москве и выиграл там золотую медаль. Благодаря череде удачных выступлений удостоился права защищать честь страны на летних Олимпийских играх 2008 года в Пекине — по пути к финалу в легчайшем весе победил таких известных боксёров как Канат Абуталипов, Ворапоя Петчкума и Брюно Жюли, тем не менее, в решающем матче со счётом 5:16 потерпел поражение от монгола Энхбатына Бадар-Уугана.
После пекинской Олимпиады Леон остался в основном составе кубинской национальной сборной и продолжил принимать участие в крупнейших международных турнирах. Так, в 2009 году он защитил своё чемпионское звание на первенстве Кубы и побывал на чемпионате мира в Милане, откуда привёз награду бронзового достоинства — в полуфинале легчайшего веса со счётом 0:5 проиграл болгарину Детелину Далаклиеву. Вскоре принял решение завершить спортивную карьеру.